# شعله سیاه
شعله سیاه (به انگلیسی: The Black Flame) مجله‌ای است که توسط کلیسای شیطان منتشر می‌شد. در اصل، شعلهٔ سیاه یک خبرنامهٔ سه ماهانه بود، اما بعدها تبدیل به یک نشریهٔ دوسالانه شد. در کل ۱۶ شماره از این نشریه منتشر شد و انتشار آن تا سال ۲۰۰۵ ادامه یافت.

## انتشار
در ۱۹۸۹ میلادی وقتی که انتشار مجله کلووفن هوف دچار وقفه شده بود، شعله سیاه به عنوان نشریه بین‌المللی کلیسای شیطان، شروع به فعالیت نمود.
مجله شعله سیاه ابتدا یک خبرنامهٔ سه ماهانه بود، اما بعداً به یک مجله دوسالانه تبدیل شد. اما هر شماره در واقع یک «شماره دوگانه» بود یعنی شامل دوتا نشریه سه ماهانه. این نشریه به سرعت به گسترده‌ترین نشریه شیطانی جهان تبدیل شد که هم از طریق دکه‌های روزنامه‌فروشی و هم از طریق اشتراک در دسترس بود.
این نشریه در اواخر فعالیتش به صورت پراکنده موضوعاتی را ایجاد و منتشر کرد. شماره شانزدهم، آخرین شماره این مجله و پیرامون موسیقی و هنر بود. پس از آن کلیسای شیطان تصمیم گرفت محتوای موردنظرش را در بستر اینترنت عرضه کند و نهایتاً تصمیم بر آن شد که محتوای نشریه شعله سیاه، بخشی از خبرهای موجود در وبسایت کلیسای شیطان باشد.